# Пласа Лассо, Гало
Гало Линкольн Пласа Лассо де ла Вега (исп. Galo Lincoln Plaza Lasso de la Vega, 17 февраля 1906 — 28 января 1987) — эквадорский политический и государственный деятель, президент страны с 1948 до 1952 года, генеральный секретарь Организации Американских Государств с 1968 до 1975 года.
Родился в Нью-Йорке во время изгнания своего отца, генерала и бывшего президента Леонидаса Пласы. Изучал сельское хозяйство в Мэриленде, экономику — в Калифорнии, а также международные отношения в Джорджтауне. В 1938 году получил пост министра обороны, в 1944 году стал послом Эквадора в США, в 1948 году был избран президентом страны. Отличался от своих предшественников на посту президента тем, что родился и получил образование в Соединённых Штатах. Его связи с США усилились ещё больше во время его работы послом в Вашингтоне при президентстве Карлоса Альберто Арройо дель Рио. Такие факты биографии Пласы стали его «слабыми местами» и предоставили повод для обвинений со стороны Веласко Ибарры в «прислуживании американскому империализму».
Гало Пласа привнёс в эквадорское правительство технократические акценты. Он привлёк многих зарубежных экспертов к экономическому развитию страны, а также к реформированию правительства, однако ни одна из предложенных им реформ реализована не была. Тем не менее экономика страны претерпела значительные изменения к лучшему, наконец были замедлены темпы инфляции, впервые за много лет был сбалансирован государственный бюджет и зарубежные валютные счета. Такие достижения ещё больше выделялись на фоне мощных землетрясений, оползней и наводнений, которые произошли в Эквадоре в 1949 и 1950 годах. На посту президента ему удалось дать толчок для развития сельскохозяйственного экспорта, что гарантировало относительную экономическую стабильность. В 1952 году Пласа вышел в отставку, а в 1960 году проиграл выборы Хосе Марии Веласко Ибарре.
После выхода в отставку занимал различные дипломатические должности в ООН. Был посредником в решении конфликтов в Ливане (1958), Конго (1960) и Кипре (1964—1965). В 1968 году стал генеральным секретарём Организации американских государств. Скончался от сердечного приступа 28 января 1987 в больнице в Кито.